# NMNAT1
NMNAT1 (англ. Nicotinamide nucleotide adenylyltransferase 1) – білок, який кодується однойменним геном, розташованим у людей на короткому плечі 1-ї хромосоми.  Довжина поліпептидного ланцюга білка становить 279 амінокислот, а молекулярна маса — 31 932.
| 10         |  | 20         |  | 30         |  | 40         |  | 50         |
| ---------- |  | ---------- |  | ---------- |  | ---------- |  | ---------- |
| MENSEKTEVV |  | LLACGSFNPI |  | TNMHLRLFEL |  | AKDYMNGTGR |  | YTVVKGIISP |
| VGDAYKKKGL |  | IPAYHRVIMA |  | ELATKNSKWV |  | EVDTWESLQK |  | EWKETLKVLR |
| HHQEKLEASD |  | CDHQQNSPTL |  | ERPGRKRKWT |  | ETQDSSQKKS |  | LEPKTKAVPK |
| VKLLCGADLL |  | ESFAVPNLWK |  | SEDITQIVAN |  | YGLICVTRAG |  | NDAQKFIYES |
| DVLWKHRSNI |  | HVVNEWIAND |  | ISSTKIRRAL |  | RRGQSIRYLV |  | PDLVQEYIEK |
| HNLYSSESED |  | RNAGVILAPL |  | QRNTAEAKT  |  |            |  |            |

A: Аланін

C: Цистеїн

D: Аспарагінова кислота

E: Глутамінова кислота

F: Фенілаланін

G: Гліцин

H: Гістидин

I: Ізолейцин

K: Лізин

L: Лейцин

M: Метіонін

N: Аспарагін

P: Пролін

Q: Глутамін

R: Аргінін

S: Серин

T: Треонін

V: Валін

W: Триптофан

Кодований геном білок за функціями належить до трансфераз, фосфопротеїнів. 
Білок має сайт для зв'язування з АТФ, нуклеотидами, НАД, іоном цинку, іоном магнію. 
Локалізований у ядрі.